# MH Béketámogató Kiképző Központ
A Magyar Honvédség Béketámogató Kiképző Központ a Magyar Honvédség szolnoki kiképzőközpontja. Feladata a nemzetközi szervezetek (NATO, ENSZ) és nem állandó katonai szövetségek által szervezett és vezetett béketámogató műveletekben részt vevő magyar fegyveres katonai kontingensek, műveleti parancsnokságokba beosztott törzstisztek és tiszthelyettesek, valamint katonai megfigyelők kiképzése és felkészítése. 
A kiképző központ 2000. október 1-jén alakult meg.
Az MH Haderőmodernizációs és Transzformációs Parancsnokság alárendeltségébe tartozó szervezet neve 2024. május 1-jei hatállyal MH Katonai Továbbképző Központra (MH KTK) változott.

## Külső hivatkozások
- pstc.hu MH Béketámogató Kiképző Központ (Peace Support Training Centre)